# Adam Skwira
Adam Skwira (ur. 1 listopada 1935 w Nagoszynie, zm. 31 grudnia 2007 w Katowicach) – polski górnik, jeden z przywódców strajku w katowickiej Kopalni Węgla Kamiennego „Wujek” w 1981, członek komisji rewizyjnej pierwszego Zarządu Regionu Śląsko-Dąbrowskiego NSZZ „Solidarność”.

## Życiorys
Był jednym ze współzałożycieli „Solidarności” w kopalni „Wujek”. Do momentu wybuchu strajku w pierwszych dniach stanu wojennego przepracował 28 lat w zawodzie górnika. Jako organizator i jeden z przywódców strajku oraz członek Komitetu Strajkowego, został po pacyfikacji kopalni internowany, a następnie 9 lutego 1982, skazany przez katowicki sąd wojewódzki na 3 lata pozbawienia wolności. Poza Skwirą za organizację i kierowanie strajkiem skazano również Stanisława Płatka (4 lata więzienia) oraz Mariana Głucha i Jerzego Wartaka (3 lata więzienia). Zwolniony 19 czerwca 1983, w wyniku amnestii po odbyciu półtora roku zasądzonej kary, nie mógł powrócić do pracy w wyniku nałożonych restrykcji. Uniewinniony 18 grudnia 1992. W 1989, był w gronie założycieli Komitetu Budowy Pomnika Górników KWK „Wujek” Poległych 16 grudnia 1981 roku, a następnie był działaczem Społecznego Komitetu Pamięci Górników Poległych 16 grudnia 1981 roku. Współzałożyciel Związku Więźniów Politycznych Okresu Stanu Wojennego.
15 grudnia 2006 został odznaczony przez wojewodę śląskiego Tomasza Pietrzykowskiego postanowieniem prezydenta RP Lecha Kaczyńskiego, Krzyżem Oficerskim Orderu Odrodzenia Polski. W czasie uroczystości odznaczono także Krzyżem Kawalerskim Orderu Odrodzenia Polski lekarza Urszulę Annę Wendę, która w czasie pacyfikacji kopalni „Wujek” śpieszyła z pomocą ranionym górnikom. Oboje otrzymali także od reprezentantów zarządu Społecznego Komitetu Pamięci Górników Poległych 16 grudnia 1981, medale upamiętniające 25-rocznicę pacyfikacji KWK „Wujek”.
Pochowany 5 stycznia 2008 w Katowicach.